# 日本における禁煙治療薬および禁煙用のたばこ代替品の一覧
日本における禁煙治療薬および禁煙用のたばこ代替品の一覧（にほんにおけるきんえんちりょうやくおよびきんえんようのたばこだいたいひんのいちらん）は、日本における禁煙治療薬および、そのための本物のタバコの代替品(ネオシーダーを除く)の一覧。ニコチン依存症を解決するために用いられる。

## 医薬品

### ニコチンガム
ニコチンガムは、ニコチン含有のガム。たばこを吸いたくなったら噛む。
- ニコチネル・ガムタイプ
- ニコレット・ガム

### ニコチンパッチ
ニコチンパッチは、ニコチン含有のパッチ。起床時に貼る。
- ニコチネル
- ニコレットパッチ
- シガノン

### 経口薬
- チャンピックス - ニコチンは含まれない。

## 喫煙具型
- 禁煙パイプ - ニコチン含有と非含有がある。
- 禁煙パイポ（マルマンH&B） - ニコチン非含有。
- 電子タバコ - ニコチン含有と非含有がある。
- 美容タバコ - ニコチン・タール他の有害物質を一切使用しない喫煙具型。火を使うタイプと電子タイプの2種類がある（例：ビタミンタバコ[1][2]）。

## 食品
普通の食品。
- 禁煙飴
- 禁煙ガム
- 禁煙トローチ
- 禁煙チュアブル。
- 禁煙茶
- 禁煙フィルム - 口腔内で溶かす食用のフィルム。

口寂しさへの対処等のための飲食品については、禁煙#個人的な対策も参照。